# 3835 Korolenko
A 3835 Korolenko (ideiglenes jelöléssel 1977 SD3) a Naprendszer kisbolygóövében található aszteroida. Nyikolaj Sztyepanovics Csernih fedezte fel 1977. szeptember 23-án.